# Chyliza pygmaea
Chyliza pygmaea är en tvåvingeart som beskrevs av Verbeke 1952. Chyliza pygmaea ingår i släktet Chyliza och familjen rotflugor.
Artens utbredningsområde är Kongo. Inga underarter finns listade i Catalogue of Life.